# Troglocaris
Troglocaris is een geslacht van kreeftachtigen uit de klasse van de Malacostraca (hogere kreeftachtigen).

## Soorten
- Troglocaris (Spelaeocaris) kapelana Sket & Zakšek, 2009
- Troglocaris (Spelaeocaris) neglecta Sket & Zakšek, 2009
- Troglocaris (Spelaeocaris) prasence Sket & Zakšek, 2009
- Troglocaris (Spelaeocaris) pretneri (Matjašič, 1956)
- Troglocaris (Troglocaridella) hercegovinensis (Babić, 1922)
- Troglocaris (Troglocaris) anophthalmus (Kollar, 1848)
- Troglocaris (Troglocaris) bosnica Sket & Zakšek, 2009
- Troglocaris (Troglocaris) planinensis Birstein, 1948
- Troglocaris (Xiphocaridinella) ablaskiri Birstein, 1939
- Troglocaris (Xiphocaridinella) fagei Birstein, 1939
- Troglocaris (Xiphocaridinella) jusbaschjani Birstein, 1948
- Troglocaris (Xiphocaridinella) kutaissiana (Sadowsky, 1930)
- Troglocaris (Xiphocaridinella) osterloffi Juzbaš’jan, 1940
- Troglocaris schmidti Dormitzer, 1853